# Steve Smith (Hochspringer, 1973)
Steve Smith (eigentlich: Stephenson James Smith; * 29. März 1973 in Liverpool) ist ein ehemaliger britischer Hochspringer, der in den 1990er Jahren bei allen großen Meisterschaften eine Medaille gewann. Sein größter Erfolg ist die Bronzemedaille bei den Olympischen Spielen 1996. Er ist Mitinhaber des Junioren-Weltrekordes im Hochsprung (siehe Leichtathletik-Weltrekorde).
Steve Smith hatte bei einer Größe von 1,85 m ein Wettkampfgewicht von 70 kg.
1991 wurde er Junioreneuropameister und 1992 Juniorenweltmeister. Bei den Juniorenweltmeisterschaften in Seoul sprang er 2,37 m. Mit dieser Höhe egalisierte er den Juniorenweltrekord von Dragutin Topić und stellte gleichzeitig einen britischen Rekord auf. Beide Rekorde haben Bestand (Stand 2021).
Bei den Hallenweltmeisterschaften in Toronto übersprang Smith erneut 2,37 m und gewann Bronze hinter Javier Sotomayor und Patrik Sjöberg. Auch bei den Weltmeisterschaften in Stuttgart meisterte Smith 2,37 m. Javier Sotomayor wurde Weltmeister vor Artur Partyka und Smith. 
Im Februar 1994 steigerte Smith seinen eigenen britischen Hallenrekord bei einem Meeting in Wuppertal auf 2,38 m. Bei den Europameisterschaften in Helsinki gewann mit 2,35 m der Norweger Steinar Hoen vor Partyka und Smith, die jeweils 2,33 m überquerten und bei gleicher Anzahl an Fehlversuchen beide Silber erhielten. 17 Tage später fand das Hochsprung-Finale der Commonwealth Games in Victoria statt. Der Australier Tim Forsyth und Smith, der für England startete, lieferten sich ein spannendes Duell um Gold und Silber. Beide scheiterten dreimal an 2,34 m, und auch im ersten Versuch des Stechens überquerten beide die 2,34 m nicht. In der zweiten Runde des Stechens überquerten beide 2,32 m, im dritten Versuch scheiterten beide an 2,34 Meter, und erst die vierte Runde brachte die Entscheidung zugunsten von Forsyth, der 2,32 m überquerte, was Smith diesmal nicht gelang.
Bei den Weltmeisterschaften 1995 in Göteborg gewann Troy Kemp vor Sotomayor. Smith sprang 2,35 m, unterlag aber wie 1993 dem Polen Partyka bei gleicher Höhe und wurde nur Vierter. Bei den Olympischen Spielen 1996 in Atlanta gewann Charles Austin mit 2,39 m vor Partyka mit 2,37 m und Smith mit 2,35 m. 
Diese Bronzemedaille sollte die letzte große Medaille für Smith bleiben. 1997 wurde er bei den Hallenweltmeisterschaften in Paris mit 2,25 m Sechster und schied bei den Weltmeisterschaften in Athen in der Qualifikation aus. Wegen einer Nackenverletzung musste er die Saison 1998 auslassen, 1999 versuchte er ein Comeback. Nach einem Achillessehnenriss beendete er 1999 seine Karriere. 